# Feuerwehr Stuttgart
Die Feuerwehr Stuttgart ist als Teil der Branddirektion ein Organ der kommunalen Brandschutzbehörde der baden-württembergischen Landeshauptstadt Stuttgart.

## Organisation
Die Amtsleitung hat Georg Belge inne.

## Geschichte
Vor Gründung der Berufsfeuerwehr Stuttgart im Jahr 1891 bestanden im Stadtgebiet die Freiwillige Feuerwehr Stuttgart und in den Vororten Karlsvorstadt Heslach, Vorstadt Berg und Vorort Gablenberg jeweils selbstständige Freiwillige Feuerwehren mit eigenen Ausrückebezirken. Im Jahr 1873 wurde die erste reine Feuerwache in Stuttgart für die im Jahr 1852 gegründete Freiwillige Feuerwehr erbaut. Im Jahr 1855 fand der 2. Deutsche Feuerwehrtag in Stuttgart statt. Bereits im Jahr 1888 wurde die heutige Feuerwache 1 noch vor der eigentlichen Gründung der Berufsfeuerwehr für das I. Bataillon der Freiwilligen Feuerwehr Stuttgart gebaut. Nachdem 1891 die Berufsfeuerwehr gegründet worden war, diente das Gebäude als Herberge für 31 Feuerwehrmänner, sechs Pferde und eine Ausstattung von einer Handdruckspritze, einem Hydrantenwagen, einer Maschinenleiter und einem Mannschaftswagen. Nach drei Jahren nahm die Berufsfeuerwehr den Krankentransport auf und hielt ihn bis 1943, wo er kriegsbedingt an das Deutsche Rote Kreuz abgegeben werden musste, aufrecht.
Im Jahr 1897 wurde mit der Auflösung der Freiwilligen Feuerwehr und der damit verbundenen Inbetriebnahme einer zweiten Berufsfeuerwache das Stadtgebiet in zwei Wachbezirke unterteilt. In der Feuerwache 1, die nun Städtische Hauptfeuerwache genannt wurde, erhöhte man das Personal und stationierte zudem eine Dampfspritze.
Im Oktober 1906 wurde, nach der Eingemeindung von Cannstatt im Jahre davor, die 3. Feuerwache der Berufsfeuerwehr in Betrieb genommen. Kurze Zeit später wurde dort auch der Wasserrettungsdienst eingeführt. Die Besatzung bestand aus 16 Mann, sechs Pferden, Mannschaftswagen, Drehleiter, Dampfspritze und einem Gefängniswagen.
Im Jahr 1913 wurde die erste Automobilspritze im Königreich Württemberg beschafft. Bis ins Jahr 1920 wurde der komplette Fuhrpark auf Löschfahrzeuge umgerüstet.
Wegen des stetigen Personal- und Fahrzeugzuwachses musste in Cannstatt eine größere Feuerwache gebaut werden, welche im Jahr 1938 als größte und modernste Feuerwache eingeweiht wurde.
Die vierte Berufsfeuerwache wurde am 10. März 1943 in Betrieb genommen. Bereits im Jahr 1927 wurde das Gebäude als städtisches Elektrizitätswerk gebaut. Die Besatzung der Wache mit dem Namen Feuerschutzpolizeiwache 4 in Feuerbach wurde während des Zweiten Weltkriegs stark dezimiert. Im Jahr 1948 wurden die Löschzüge der Freiwilligen Feuerwehr Feuerbach aus Mangel an Mitgliedern geschlossen, die restlichen wurden an die Berufsfeuerwehr überstellt.
Als letzte der fünf Stuttgarter Feuerwachen wurde im Jahr 1944 die Feuerschutzpolizeiwache 5 in Möhringen in Betrieb genommen. Die Besetzung von 25 Mann musste aus anderen Wachen herausgelöst werden. Sie residierten in einem provisorisch eingerichteten landwirtschaftlichen Betriebsgebäude. In den 1960er Jahren stellte dann der Gemeinderat den dringenden Bedarf für den Neubau fest, der im Jahr 1966 eingeweiht wurde.
Im Jahr 1976 wurde die Feuerwache 5 zur Feuer- und Rettungswache (FRW 5). Der erste Rettungswagen wurde dort stationiert. Im Jahr 1998 kam die Höhenrettung ebenfalls zur Feuerwache 5 hinzu.

## Berufsfeuerwehr

### Feuerwache 1
Standort: Heusteigstraße 12 in Stuttgart-Mitte.
Die am Rande der Altstadt liegende Feuerwache 1 (auch Feuerwache 1 Süd genannt) verfügt über einen „Löschzug“ (Definition siehe Löschzug) (Sollstärke nach Stuttgarter Modell 12 Einsatzkräfte) bestehend aus einem Kommandowagen, zwei Hilfeleistungslöschfahrzeuge und einer Drehleiter DLK 23/12 mit Hinterachszusatzlenkung. Außerdem ist hier ein Kleineinsatzfahrzeug Technische Hilfeleistung, welches neben kleinen technischen Hilfeleistungen wie Wasser abpumpen oder Schaufensterscheiben entfernen auf das Öffnen von Türen spezialisiert ist, stationiert. Ein zweites baugleiches Fahrzeug ist hier zur Reserve stationiert. Das Personal der Feuerwache ist zum Aufzugsführer ausgebildet.
Die Feuerwache ist mit 66 Einsatzbeamten besetzt. Verteilt auf drei Wachabteilungen versehen diese einen 24-Stunden-Schichtdienst.
Die Feuerwache wird voraussichtlich ab 2022 an gleicher Stelle neu gebaut. Der Löschzug wird während der Bauzeit in einer Interimsfeuerwache unter der Paulinenbrücke angesiedelt sein, die Kleineinsatzfahrzeuge rücken während dieser Zeit von der Feuerwache 2 aus.

#### Zentralstelle Hydraulik, Kettensägen, Trennschleifer und Hebekissen
Die Zentralstelle wartet, überprüft und repariert über 90 Kettensägen, eine Rettungssäge, Trennschleifer und über 30 Hydraulikaggregate mit verschiedensten Rettungsgeräten. Fünf Beamte sind in der Feuerwache 1 Süd damit beschäftigt. Die Geräte der Berufsfeuerwehr werden im normalen Wachdienst erledigt, die Freiwilligen Feuerwehren werden im Tagesdienst vor Ort besucht. Für den Lärmschutz wurde eine Schallschutzkabine mit Rauchgasabsaugung in der Werkstatt integriert.
Die Zentralstelle hält ständig Ersatzgeräte bereit. Somit kann die Einsatzbereitschaft der einzelnen Fahrzeuge aufrechterhalten werden.

### Feuerwache 2
Standort: Weimarstraße 36 in Stuttgart-Mitte
Die Feuerwache 2 (West) wird durch einen besonderen Wachbezirk charakterisiert, in dem es eine sehr hohe Bevölkerungsdichte sowie große Bank- und Wirtschaftsgebäude gibt. Außerdem sind mehrere größere Kliniken und eine Vielzahl an unterirdischen Verkehrsanlagen im Territorium der Wache. Neben dem Standardlöschzug der Feuerwehr Stuttgart mit KdoW, HLF A, HLF B und einer Drehleiter sind einige Sonderfahrzeuge für alle Arten von Gefahrstoffunfällen auf der Wache stationiert. Dazu zählen zwei identische Rüstwagen Umweltschutz, zwei Wechselladerfahrzeuge stehen für sechs Abrollbehälter zur Verfügung. Im Einzelnen sind das der Abrollbehälter Atemschutz/Dekontamination, Abrollbehälter Umweltschutz, Abrollbehälter Umweltschutz Tank, Abrollbehälter Umweltschutz Großtank und eine Mulde, sowie der Abrollbehälter Lüftung mit dem zweiten Löschunterstützungsfahrzeug LuF. Außerdem sind zwei Gerätewägen Logistik stationiert, einer auf einem serienmäßigen Transporter, der andere auf einem Lkw-Fahrgestell. Dieser ist mit Material für Tunnelunfälle beladen.
Die Feuerwache ist mit 78 Einsatzbeamten besetzt, welche verteilt auf drei Wachabteilungen einen 24-Stunden-Schichtdienst versehen.
Eine weitere Halle mit 8 Boxen steht im Hof.
In ihr werden die Abrollbehälter sowie die Reservefahrzeuge untergestellt.

### Hauptfeuerwache (Feuerwache 3)

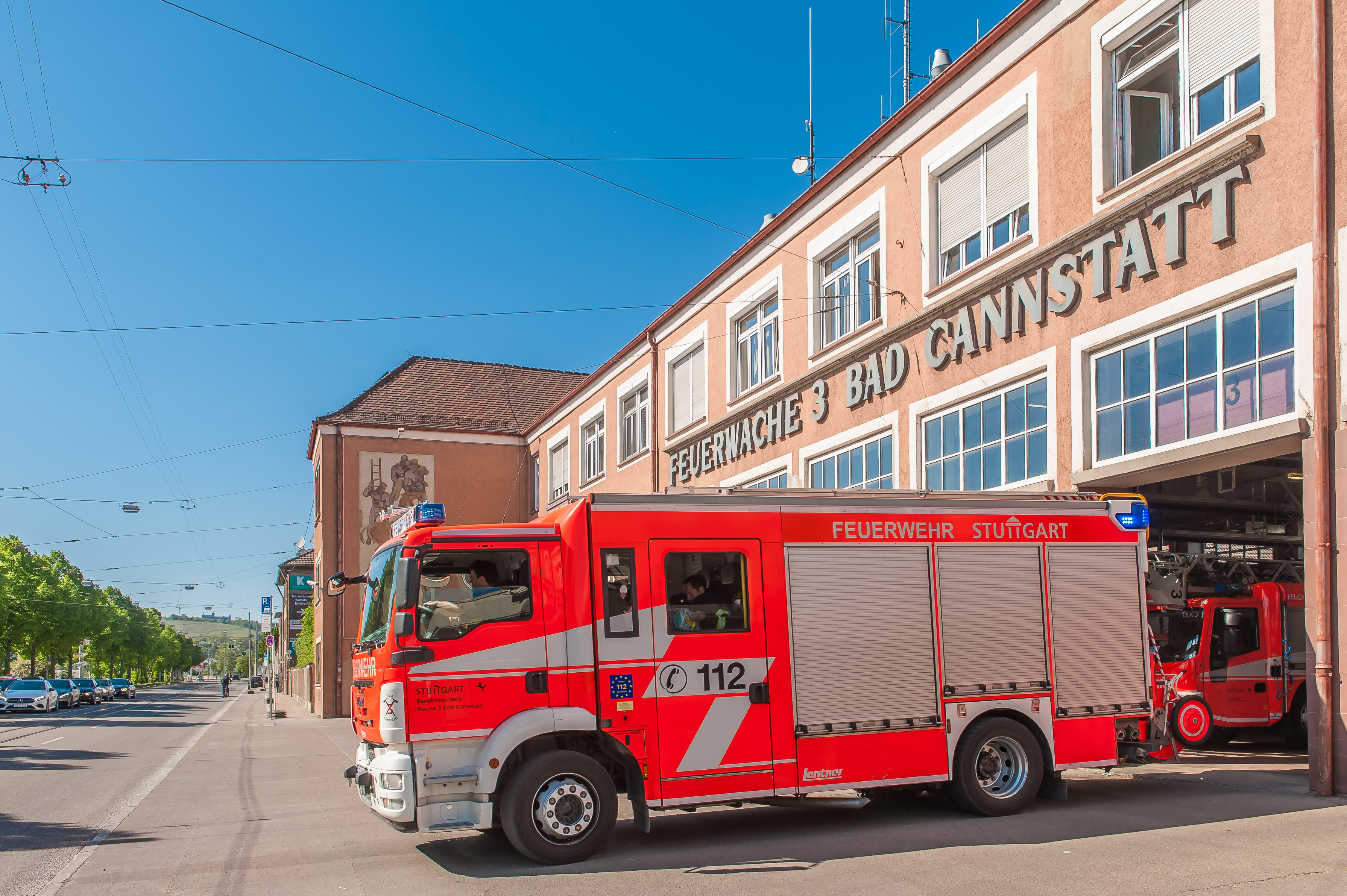
Feuerwache 3 in Bad Cannstatt

Standort: Mercedesstraße 35 in Stuttgart-Bad Cannstatt
Die Feuerwache 3, auch Feuerwache Bad Cannstatt genannt, umfasst den ganzen städtischen Neckarbereich, viel Industrie, den Hafen sowie große Wohngebiete. Wie auf allen Berufsfeuerwachen ist der typische Löschzug sowie ein Einsatzleitwagen 2, drei Einsatzleitwagen Direktionsdienst, ein Feuerwehrkran und ein Rüstwagen mit Schienenaufsatz untergebracht, ebenso ein Abrollbehälter Schiene als Reserve für den RW-S, dem kein Trägerfahrzeug zugeordnet ist. Im Bedarfsfall kommt ein Fahrzeug der Feuerwache 2 oder 5 zum Einsatz. Des Weiteren sind hier diverse Pkw und die Fahrzeuge der Kfz-Werkstatt sowie mehrere Fahrzeuge der Ausbildungsabteilung stationiert. Für innerbetriebliche Aufgaben wurde ein Abrollbehälter Müll beschafft.
Diese Feuerwache wurde im Jahr 2002 zur Hauptfeuerwache umbenannt. Auf dem Gelände der Hauptfeuerwache wurde im April 2006 die Leitstelle für Sicherheit und Mobilität Stuttgart (SIMOS), in Betrieb genommen. In dem Gebäude befindet sich unter anderem die Integrierte Leitstelle für Feuerwehr und Rettungsdienst. Da die jetzige Leitstelle mittlerweile zu klein geworden ist und sich auch technisch kaum noch überholen lässt, wird aktuell ein neues Gebäude im Neckarpark außerhalb der Feuerwache 3 geplant. Dort soll auch die gesamte Amtsleitung und der leitende Einsatzdienst untergebracht werden. Momentaner Sitz der Amtsleitung und der Verwaltung ist interimsweise die Ulmer Straße.

#### Wasserrettung
Für die Wasserrettung stehen zwei Fahrzeuge auf der Feuerwache 3 zur Verfügung. Neben einem Gerätewagen Wasser und einem identischen Reservefahrzeug ist noch ein Anhänger stationiert: Feuerwehranhänger Ölsperre. Im Hafen steht die MS Stadt Stuttgart, ein Feuerlöschboot der Stadt Stuttgart. Das Schiff darf nur von Angehörigen der Berufsfeuerwehr Stuttgart mit Berufsbinnenschifferpatent C2 gefahren werden.
Auf der Feuerwache versehen zurzeit 45 speziell ausgebildete Rettungstaucher ihren Dienst. Ebenfalls sind acht Feuerwehrlehrtaucher in drei Schichten vor Ort. In Stuttgart findet nach Feuerwehrdienstvorschrift 8 (FwDV 8) das Feuerwehrtauchen auf Stufe 2 seine Anwendung. Dieses beinhaltet Einsätze zur Rettung oder Bergung von Personen, die Bergung von Gegenständen, einschließlich einfacher technischer Maßnahmen. Es darf bis zu einer maximalen Tiefe von 30 Metern getaucht werden.
Die Feuerwache wird abgerissen und neu gebaut. Für die erste Stufe des Neubaus wurden bereits 64 Millionen bewilligt. Eine zweite Stufe folgt.

### Feuerwache 4

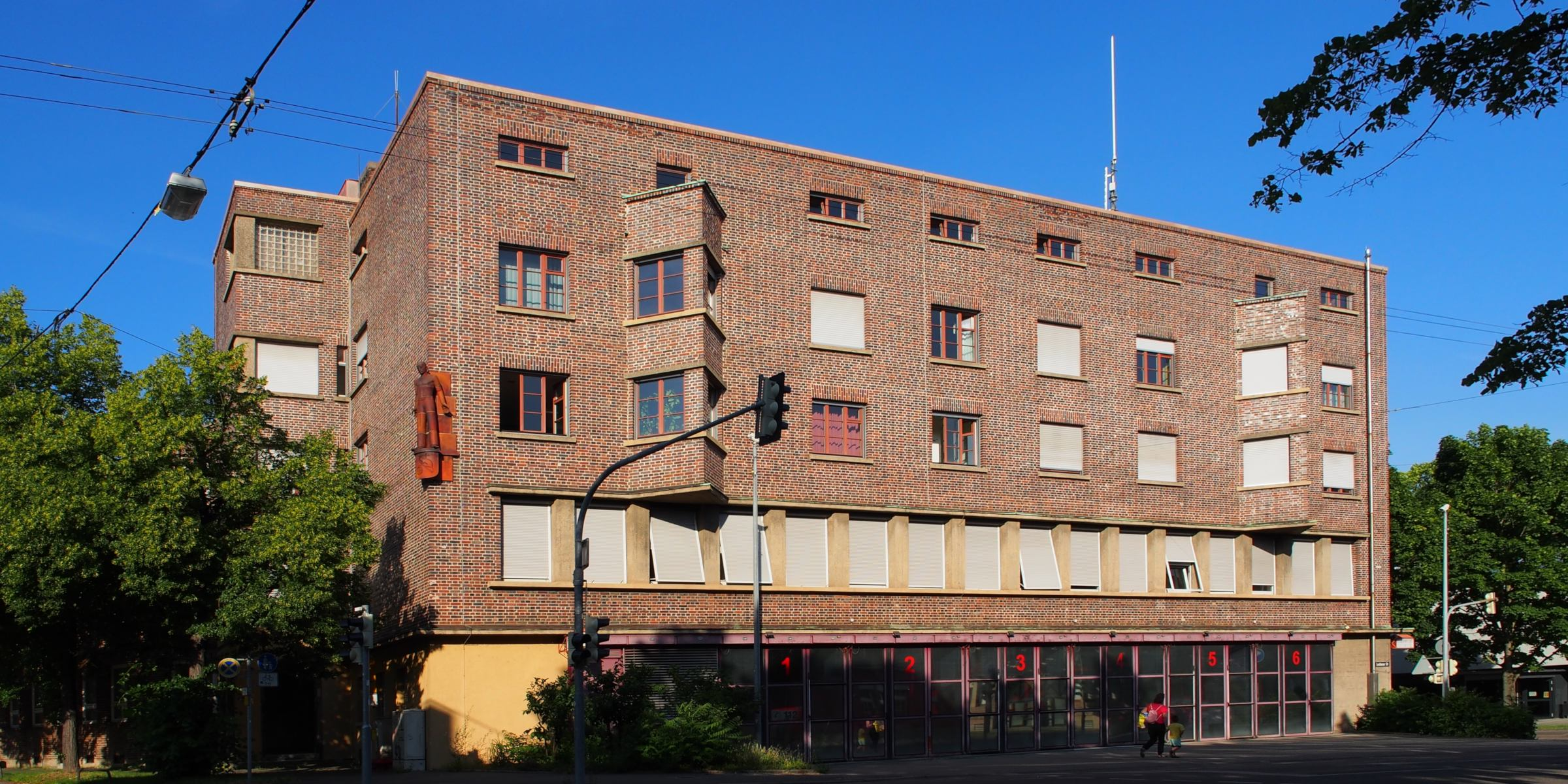
Feuerwache 4, Bregenzer Straße 47 in Feuerbach

Im Wachbezirk der Feuerwache 4 sind neben Geschäfts- und Bürobereichen auch Industriegebiete, Hochhäuser und die alte Messe am Killesberg sowie die Bundesstraßen B 10, B 27 und B 295. Außerdem führt ein Schienennetz durch das Wachgebiet, welches vom ICE bis zur S-Bahn genutzt wird.
Neben dem Standard-Löschzug und einem weiteren Reserve-Hilfeleistungslöschfahrzeug sind einige Spezialfahrzeuge für die Zentralwerkstätten Atemschutz und Armaturen stationiert. Für die ebenfalls ansässige Funkwerkstatt steht ein Gerätewagen auf Basis eines Kleintransporters bereit.
63 Einsatzbeamte versehen auf drei Wachabteilungen verteilt ihren 24-Stunden-Schichtdienst.
Der Kauf eines benachbarten Grundstückes und ein Neubau der Feuerwache ist in Planung.

#### Zentralwerkstatt Atemschutz
Die Zentralwerkstatt Atemschutz ist für Atemschutz, Strahlenschutz und Körperschutz sowie für den Bereich der Messtechnik zuständig. In der ZW-A werden zentral für alle Feuerwachen und Abteilungen der Freiwilligen Feuerwehr die Atemschutzgeräte und deren Zubehör gewartet, gereinigt, gefüllt und geprüft. Im Einzelnen handelt sich es um ca. 400 Pressluftatmer, 80 Langzeitatemschutzgeräte, 16 Tauchgeräte und etwa 1000 Atemluftflaschen.
Auf der Feuerwache 4 befindet sich auch die im Jahr 2012 neu errichtete Übungsanlage für Atemschutzgeräteträger. In dieser erfolgt die Ausbildung aller neuen Feuerwehrmänner für den Bereich Atemschutz. Außerdem wird von jedem Träger jährlich eine Belastungsübung abgeleistet.
Ein spezielles Messleitfahrzeug ist als Unterstützung bei Einsätzen mit gefährlichen Stoffen und Gütern sowie bei größeren Atemschutzeinsätzen auf der Feuerwache 4 untergebracht. Es dient an der Einsatzstelle auch als Arbeitsplatz für die Spezialisten der Zentralwerkstatt Atemschutz. Ebenfalls steht der Abrollbehälter Atemschutz/Dekontamination 2 als Reservestück an der Feuerwache. Da die Feuerwache kein Wechselladerfahrzeug besitzt, wurde zum Rangieren des Abrollbehälters ein Gabelstapler mit Rangieraufsatz beschafft.

#### Zentralstelle Armaturen
In dieser Werkstatt werden alle Wasserführende Armaturen im Brandschutz der Feuerwehr Stuttgart gewartet und repariert.

### Feuerwache 5
Standort: Sigmaringer Straße 115, Stuttgart-Möhringen (1966 bis 15. Mai 2024: Bruno-Jacoby-Weg 5 in Stuttgart-Degerloch)
Die Feuer- und Rettungswache 5 liegt im Süden von Stuttgart. Neben Bundesstraßen und der Autobahn A 8 liegt sie verkehrsgünstig zum Flughafen Stuttgart und der neuen Landesmesse.
Der Neubau der Feuerwache 5 wurde am 15. Mai 2024 bezogen.
Neben dem Standardlöschzug (siehe FW 1) ist auf der FW 5 ebenfalls ein Feuerwehrkran, der eine Hublast von 30 Tonnen bei 3 Metern Ausladung besitzt, sowie drei Wechselladerfahrzeuge mit zahlreichen Abrollbehältern stationiert. Ein Abrollbehälter Sonderlöschmittel, ein Abrollbehälter Lüftung mit Löschunterstützungs-Fahrzeug, ein Abrollbehälter Anschlagmittel für das Zubehör des Feuerwehrkrans und ein Abrollbehälter Schaum sowie ein Abrollbehälter Wasserversorgung, basierend auf dem Hytrans Fire System, stehen der Feuerwehr zur Verfügung. Des Weiteren sind auf der Wache 5 der Großraumrettungswagen (GRTW) und die Abrollbehälter MANV und MedTech stationiert.
Die Wache ist mit 102 Einsatzbeamten besetzt, welche in drei Wachabteilungen einen 24-Stunden-Schichtdienst versehen. Im Rettungsdienst werden je Schicht 12 Stunden auf einem Rettungswagen oder Notarzteinsatzfahrzeug und 12 Stunden im Löschzug versehen.

#### Rettungsdienst
Der Rettungsdienst in Stuttgart hat eine lange Tradition. Nachdem im Jahr 1865 die erste Rettungskutsche beschafft wurde, musste in der Kriegszeit der Rettungsdienst an das Deutsche Rote Kreuz übergeben werden. Erst im Jahr 1970, mit Besetzung eines Notarzteinsatzfahrzeugs, gelang der Wiedereinstieg. Sechs Jahre später wurde ein durch Spendengeld finanzierter Rettungswagen für die Feuerwehr beschafft.
Seit 1979 sind immer zwei Rettungswagen auf der Wache stationiert, einer davon rückt rund um die Uhr aus, der zweite nur werktags zwischen 07:00 und 19:00 Uhr.
Außerdem ist ein Notarzteinsatzfahrzeug auf der Wache stationiert, welches rund um die Uhr seinen Dienst versieht. Ein zweites Fahrzeug wird als Reserve vorgehalten. Für adipöse Personen wurde im Jahr 2016 ein Schwerlast-Rettungswagen beschafft. Vorher wurden adipöse Personen mit dem Großraumrettungswagen transportiert.

#### Höhenrettung
Die Höhenrettungsgruppe ist eine Spezialeinheit, die bei Rettungseinsätzen in Höhen und Tiefen die spezielle Rettung und eine hochwertige medizinische Erstversorgung veranlasst. Die Sollstärke besteht aus 36 Höhenrettern, verteilt auf drei Wachabteilungen. Von den zwölf Höhenrettern einer Abteilung sind zwei Ausbilder. Alle Höhenretter sind als Notfallsanitäter, Rettungsassistenten oder Rettungssanitäter im Rettungsdienst tätig.
Für die Wahrnehmung der Aufgaben steht ein wendiges und geländegängiges Ersteinsatzfahrzeug bereit. Besetzt mit fünf Einsatzkräften, können sie auch zur überregionalen Hilfe angefordert werden.

## Freiwillige Feuerwehr
Die Freiwillige Feuerwehr Stuttgart ist in 24 Abteilungen aufgeteilt. Während 23 Abteilungen sich an Einsätzen beteiligen, ist eine Abteilungen für die Logistik verantwortlich. Im Einzelnen sind es die Abteilungen Birkach, Botnang, Büsnau, Degerloch / Hoffeld, Hedelfingen, Heumaden, Hofen, Mühlhausen, Münster, Obertürkheim, Plieningen, Riedenberg, Rohracker, Rotenberg, Sillenbuch, Sommerrain, Stammheim, Uhlbach, Untertürkheim, Vaihingen, Wangen, Weilimdorf und Zazenhausen sowie die Abteilung Logistik.

## Besonderheiten

### Leitstelle für Sicherheit und Mobilität Stuttgart (SIMOS)

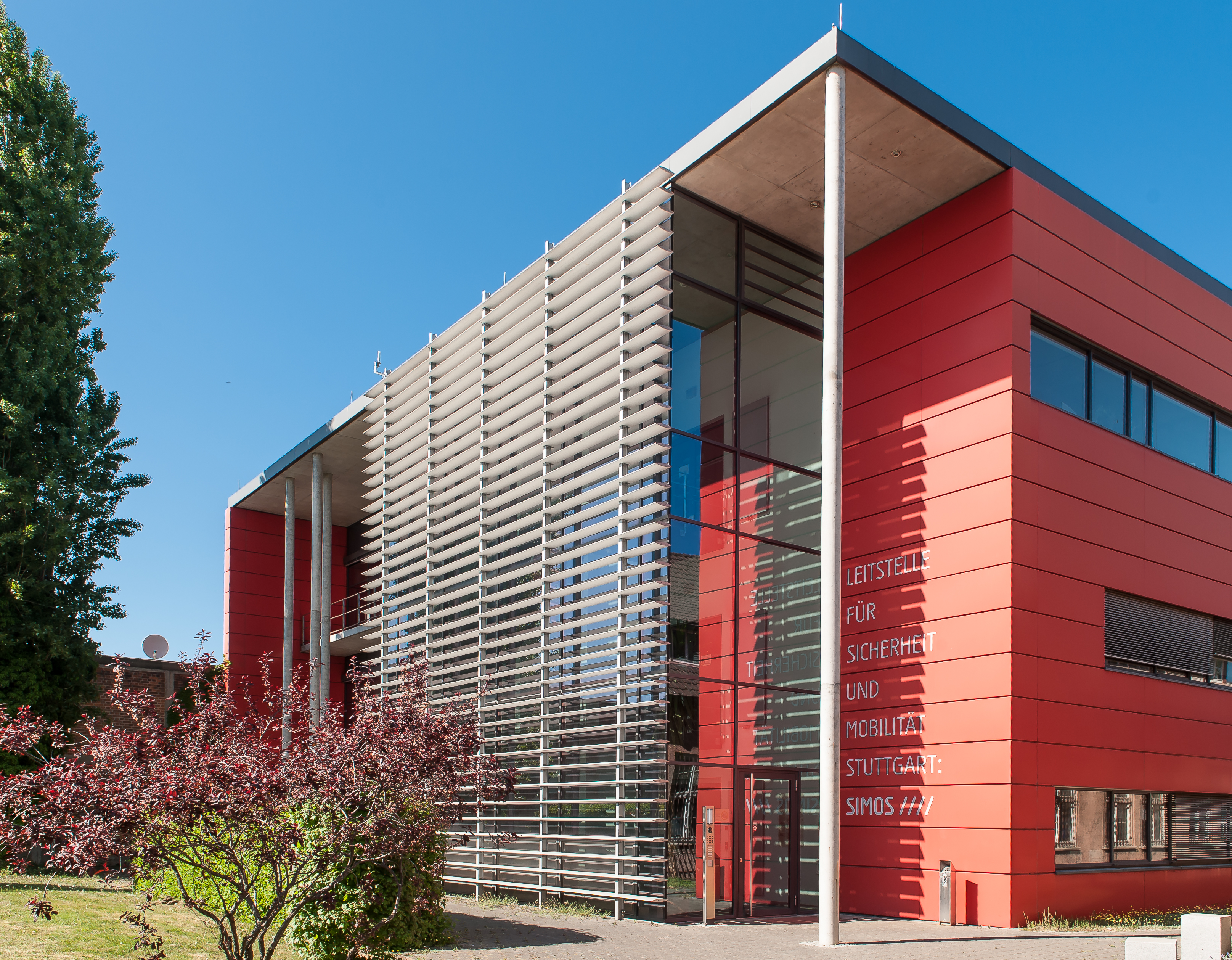
SIMOS, Leitstelle für Sicherheit und Mobilität Stuttgart

In der Leitstelle für Sicherheit und Mobilität Stuttgart, kurz SIMOS, agieren vier Leitstellen, ohne dass deren Eigenständigkeiten beeinträchtigt wird. Die Integrierte Leitstelle der Feuerwehr Stuttgart und des Rettungsdienstes, betrieben durch das Deutsche Rote Kreuz, die Integrierte Verkehrsleitzentrale des Amts für öffentliche Ordnung, des Tiefbauamts, der Stuttgarter Straßenbahnen AG und des Polizeipräsidiums Stuttgart sowie der Führungs- und Verwaltungsstab der Landeshauptstadt für außergewöhnliche Ereignisse und Katastrophen sind in dem Gebäude untergebracht. Es arbeiten 54 Mitarbeiter im Schichtdienst in der Leitstelle.
SIMOS ist an der Hauptfeuerwache 3 innerhalb von 15 Monaten in der Mercedesstraße gebaut worden. Die Technik ersetzte den zehn Jahre alten Einsatzleitrechner in der Cannstatter Wache. Die reinen Baukosten beliefen sich auf 4,5 Millionen Euro, 10 Millionen Euro wurde in Technik investiert. Durch gemeinsame Nutzung von Strom, Klima- und Lüftungstechnik können 1,1 Millionen Euro gespart werden. Allein an Mietkosten spart die Stadt auf die nächsten Jahre fast 2 Millionen Euro.
Durch die Vernetzung der Einrichtungen sind zahlreiche Synergieeffekte geschaffen worden. Beispielsweise kann bei Unfällen oder Schadenslagen der Verkehr optimal gesteuert werden, denn bei Einsätzen der Feuerwehr wird die Verkehrsleitzentrale unmittelbar informiert und kann sofort reagieren.
Bei außergewöhnlichen Ereignissen und Katastrophen wird der Oberbürgermeister als politischer Gesamtverantwortlicher zur Gefahrenabwehr sowohl Einsatzmaßnahmen als auch Verwaltungsmaßnahmen veranlassen, koordinieren und verantworten. Der Führungsstab und der Verwaltungsstab, die ihn unterstützen, tagen ebenfalls in dem Gebäude.

### Rettungszug
Die Deutsche Bahn hat für Unfälle in Tunnel oder Brücken ein spezielles Rettungskonzept, basierend auf einem Rettungszug, entwickelt. Ein solcher Rettungszug steht in Kornwestheim. Er besteht aus zwei Transportwagen, Gerätewagen, Löschmittelwagen und Sanitätswagen; betrieben wird er von zwei Diesellokomotiven der 714er-Reihe. So kann im Einsatzfall vollautomatisch der Zug getrennt werden. Dieses Konzept ermöglicht es, bei einem Einsatz mit dem hinteren Zugteil Fahrgäste so rasch wie möglich aus dem Gefahrenbereich zu bringen, während die andere Zughälfte vor Ort verbleiben kann.
Bei einem Einsatz treffen sich Schnelleinsatzgruppen (SEG) der Johanniter-Unfall-Hilfe, Feuerwehrangehörige und mehrere Notärzte um als Ersthelfer mit dem Zug an den Einsatzort zu kommen.

### Einsatzkräfte-Nachsorge
Die Einsatzkräfte-Nachsorge tritt erst nach dem eigentlichen Einsatz ihren Dienst an. Falls ein Einsatz das Personal sehr belastet, können sie die speziell ausgebildeten Kollegen um Rat fragen. Besondere Belastungen für Einsatzkräfte ergeben sich bei schweren Unfällen mit Kindern, persönlichen Bekanntschaften mit den Opfern, schreckliche Anblicke der Opfer oder bei Großschadenslagen. So können sich gewisse Bilder einprägen oder ein Schuldgefühl baut sich auf.
„… der Einsatz ist nicht beendet, wenn das Fahrzeug in der Halle steht, sondern wenn der Helfer versorgt ist“, Zitat einer Einsatzkraft der Feuerwehr Stuttgart

### Fachabteilung Einsatz
Die Abteilung Einsatz plant den Einsatzdienst der Feuerwehr Stuttgart. Außerdem ist sie verantwortlich für alle einsatztaktischen und operativen Planungen, koordiniert die nichtpolizeiliche Gefahrenabwehr und den Bevölkerungsschutz. So wird die Alarm- und Ausrückeordnung an neue Fahrzeuge angepasst und bei diversen Großveranstaltungen wie der Cannstatter Wasen oder die Fußball-WM im Jahr 2006 einen Sonderplan erstellt. Zu der Abteilung Einsatz gehören auch die 24 Freiwilligen Feuerwehren sowie die drei in Stuttgart ansässigen Werkfeuerwehren.

### Fachabteilung Prävention
Ein großer Stellenwert bei der Branddirektion nimmt der vorbeugende Brand- und Gefahrenschutz ein. So werden die notwendigen baulichen und organisatorischen Voraussetzungen unter der gesetzlichen Grundlage geschaffen. Die Abteilung wird unter der Federführung des Baurechtsamtes auch in „Brandverhütungsschauen“ eingebunden. Einen Schwerpunkt bildeten im Jahr 2001 die Schulen. Auch die Sicherheit in Tunnelanlagen gehört zum Aufgabenspektrum dazu.

### Schutzraumbetriebsdienst
Der Schutzraumbetriebsdienst war für die Wartung von Schutzbauwerken mit Zivilschutzbindung zuständig, wobei die Kosten vom Bund übernommen wurden. Er gehörte bis zum Jahr 1990 zum Amt für Zivilschutz. Nachdem dieses aufgelöst worden war, nahm die Branddirektion bis zum Ende 2007 dessen Aufgaben wahr. Im Jahr 2008 wurden alle Aufgaben der Liegenschaftsverwaltung, und damit auch die Schutzbauwerke, dem Amt für Liegenschaften und Wohnen übertragen und der Schutzraumbetriebsdienst diesem Amt unterstellt. Der Schutzraumbetriebsdienst war eine Regieeinheit mit etwa 40 Helfern, die für die Instandhaltung zuständig waren. Diese waren hauptsächlich vom Wehrdienst für die Mitarbeit im Schutzraumbetriebsdienst freigestellte Wehrpflichtige. Ab dem Jahr 2007 beginnend wurde die Zivilschutzbindung aufgehoben, die Schutzräume konnten damit auch für andere Zwecke genutzt oder ganz aufgegeben werden. Die Bundesfinanzierung fiel für freigegebene Schutzräume weg. Daher wurde auch der Schutzraumbetriebsdienst reduziert und mit der Abschaffung der Wehrpflicht eingestellt. Die dienstverpflichteten Helfer wurden freigestellt.

## Weitere Feuerwehren
Neben der kommunalen Feuerwehr existieren in Stuttgart einige Betriebs- und Werkfeuerwehren, die in erster Linie auf ihrem jeweiligen Betriebsgelände eingesetzt werden. Die Werkfeuerwehren (WF) sind:
- WF Netze BW GmbH
- WF Mercedes-Benz AG
- WF Robert Bosch GmbH
- WF Porsche AG[11]